# Convento de Santo Domingo (Plasencia)

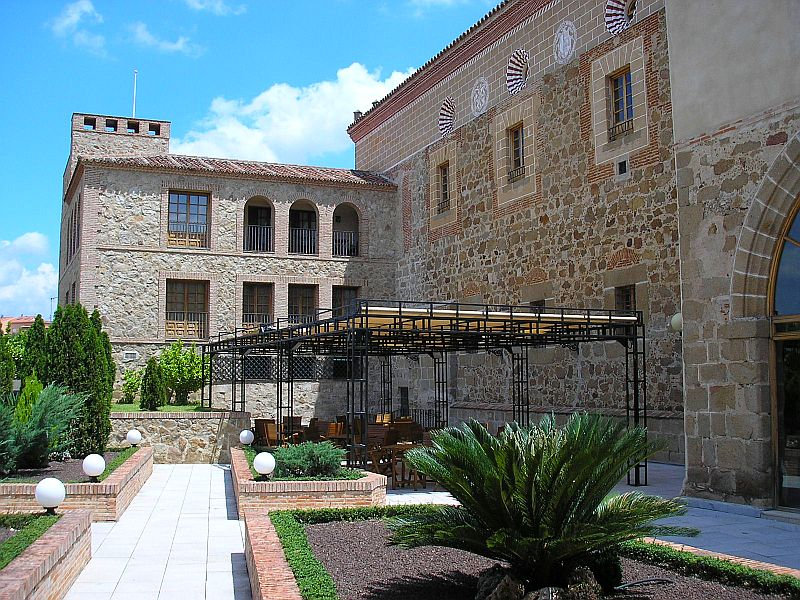
Interior do convento de Santo Domingo, actualmente Parador Nacional de Plasencia.

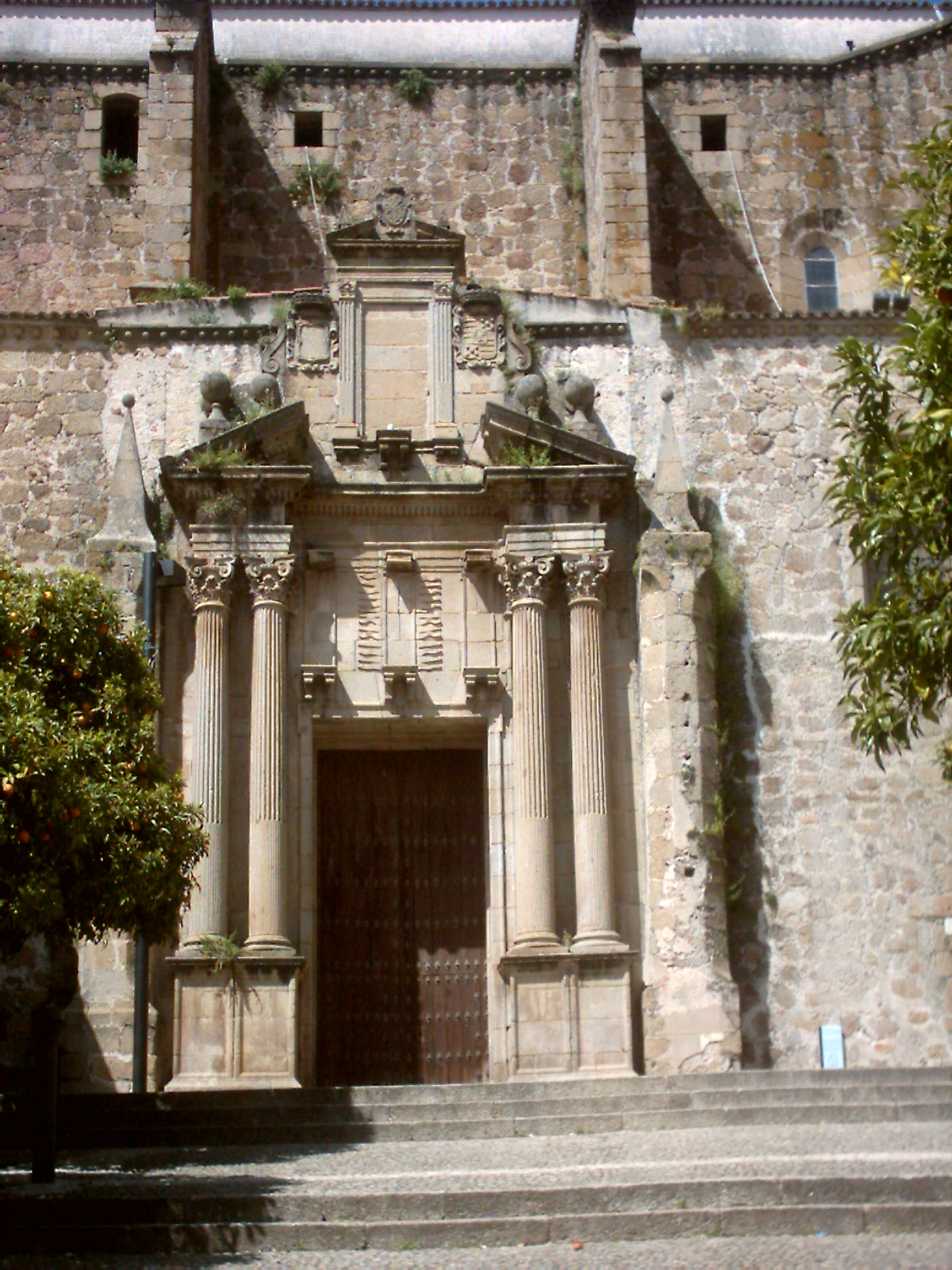
Portal na fachada lateral da igreja do convento.

O Convento de Santo Domingo, também designado de São Vicente Ferrer, localiza-se na cidade espanhola de Plasencia, conjuntamente com a igreja homónima. Foi financiado pelos condes de Plasencia Álvaro de Zúñiga y Guzmán e a sua esposa Leonor de Pimentel, como promessa pela cura de um dos seus filhos. As obras iniciaram-se em 1477 e foi aberto ao culto em 1487. Encontra-se anexo ao seu palácio, o actual Palácio do Marquês de Mirabel e para a sua construção foram expropriados terrenos da antiga sinagoga mor da cidade de Plasencia e parte da sua judiaria.
São vários os elementos arquitectónicos próprios deste convento que lhe oferecem singularidade notável. Destaca-se pela sua magnificência o claustro do convento em estilo Isabelino, com reminiscências de trabalho artesanal mudéjar em relevos e pinturas murais.Possui uma escadaria monumental, conhecida como Escalera al aire realizada pelos mestres de cantaria Juan de Ezquerra e Juan Álvarez no século XVI. Também notável é a sala do capítulo do convento, coberta por uma abóbada em cruzaria estrelada de oito vértices, bem como o refeitório, revestido por azulejos policromados e bancos corridos.
A igreja do convento segue o traçado de planta em cruz latina, de nave única e com capelas laterais. Estas capelas serviram de mausoléu para as famílias nobres Placentinas. A cobertura é abobadada, com diferentes soluções arquitectónicas para cada tramo, sendo o mais comum o entrelaçamento de nervuras rectilíneas e curvilíneas. Possui um notável retábulo-mor de estilo maneirista, datado do século XVI, e um altar em azulejos policromados na sacristia que é atribuído a Juan de Flores.
Actualmente, este convento é ocupado pelo Parador Nacional de Plasencia.